# 信宜县
信宜县，中国古旧县名。
北宋太平兴国元年（976年）改信义县置，治所在广东省信宜市西南镇隆镇。为窦州治所，宋朝时有银场。熙宁后属高州、高州路、高州府。明朝移治今信宜市南旧信宜。1952年迁治东镇。1995年撤销，改设信宜市。